# Луїс Альфонсо Уртадо
Луїс Уртадо (ісп. Luis Hurtado, нар. 24 січня 1994, Калі) — колумбійський футболіст, воротар клубу «Реал Картахена».

## Клубна кар'єра
Вихованець футбольного клубу «Депортіво Калі» за який дебютував 2014 року. Наразі в основному складі команди провів 28 матчів.
У 2016 році був орендований клубом «Атлетіко» (Калі), в складі якого провів 8 матчів.
З 2017 року орендований клубом «Реал Картахена», наразі провів 7 матчів. 

## Виступи за збірні
2010 року дебютував у складі юнацької збірної Колумбії, за збірну провів лише один матч.
Протягом 2013 року залучався до складу молодіжної збірної Колумбії. На молодіжному рівні зіграв у 2 офіційних матчах.
2016 року залучався до лав олімпійської збірної Колумбії. У складі збірної — учасник футбольного турніру на Олімпійських іграх 2016 року у Ріо-де-Жанейро.
У лютому 2016 року перебував в тренувальному таборі національної збірної Колумбії куди його запросив головний тренер збірної Хосе Пекерман.

## Титули і досягнення
- Чемпіон Колумбії (1): 2015 А
- Володар Кубка Колумбії (1): 2010
- Переможець Суперліги Колумбії (1): 2014

Збірні
- Чемпіон Південної Америки (U-20): 2013
- Переможець Південноамериканських ігор: 2010